# Harmonie Katwijk
Muziekvereniging Harmonie Katwijk is een harmonieorkest uit Katwijk aan den Rijn, in de Nederlandse provincie Zuid-Holland. De muziekvereniging, opgericht in 1896, bestaat uit het Grote Orkest, het Aspirantenorkest en de Kleine Harmonie voor leerlingmuzikanten. Daarnaast bestaat er de pietenband 'Wild Geraas'. Het Grote Orkest bestaat uit zo’n 60 muzikanten. Voor toelating tot dit orkest is diploma HaFaBra B of gelijkwaardig niveau vereist. Het orkest komt uit in de derde divisie.

## Historie

### Oprichting in 1896
Op 1 november 1896 is muziekvereniging Harmonie Katwijk uit Katwijk aan den Rijn opgericht om het kroningsfeest van prinses Wilhelmina in het jaar 1898 muzikaal luister bij te zetten. Tien mannen oefenden in 1896 in een schuur aan de toenmalige Voorstraat (nu de Rijnstraat). Dit orkest groeide snel uit tot een vereniging van 25 personen. Op 20 januari 1898 vond het eerste optreden van Harmonie Katwijk plaats, in De Roskam.
In de eerste negentig jaar van haar bestaan was Harmonie Katwijk een marcherend korps met trommelslagers en een tambour-maître voorop. De muziekvereniging specialiseerde zich daarna in zittende optredens en past ook haar repertoire aan. Marsen, klassieke stukken en moderne stukken werden afgewisseld gebracht.

### Oprichting Aspirantenorkest
In 1993 werd het Aspirantenorkest opgericht om de continuïteit van de vereniging te waarborgen. In dit orkest leren beginnende muzikanten samen te spelen tot ze klaar zijn voor het 'grote orkest'.

### Koninklijke onderscheiding
In 1996 vierde Harmonie Katwijk haar honderdjarig bestaan. Tijdens dit eeuwfeest heeft de muziekvereniging een koninklijke onderscheiding ontvangen.

### Oprichting Harmonie Kids en Kleine Harmonie
In 2019 startte Harmonie Kids. Kinderen kunnen er samen muziek maken. Voor degenen die de eerste muzieknoten hebben leren spelen is er sinds 2020 de Kleine Harmonie.

## Dirigenten

#### Harmonie Katwijk
- 1896 - 1923 J. Hupkens
- 1923 - 1926 Veerman
- 1926 - 19?? Van der Kaay
- 1943 - 1944 en 1953 - 1954 Langmuur
- 1954 - 1975 P. Baart
- 1975 - 1981 Maart Verhoef
- 1981 - 2000 Jaap Bol
- 2000 - 2011 Nido Roovers
- 2011 - 2012 Dominique Capello
- 2012 - 2014 Dick Verhoef
- 2014 - heden Rob Balfoort

#### Aspirantenorkest
- 1993 - 2014 Wilco van den Oever
- 2015 - 2018 Misha Sporck
- 2018 - 2019 John Haasnoot
- 2019 - 2022 Daniele Zamboni
- 2022 - 2023 Wilmar Aarnoudse
- 2023 - heden Jaap van Duijn

## Boek
1896 - 1996 100 jaar Harmonie Katwijk; H. van Beek. ISBN 90-9010033-4